# ناحیه ریویر دو رمپار
ناحیه ریویر دو رمپار (به لاتین: Rivière du Rempart District) یک ناحیه در موریس است که در موریس واقع شده‌است.
موریس کشوری در جنوب آفریقا واقع در اقیانوس هند است.
ناحیه ریویر دو رمپار (Rivière du Rempart) یکی از ناحیه‌های اداری کشور موریس (Mauritius) در بخش شمال شرقی این جزیره است. این منطقه با داشتن طبیعتی زیبا، فرهنگ محلی زنده، و برخی جاذبه‌های گردشگری محبوب، یکی از نواحی شناخته‌شده موریس به‌شمار می‌رود.
ویژگی‌های اصلی ناحیه Rivière du Rempart:
1. موقعیت جغرافیایی:
در شمال شرقی جزیره موریس قرار دارد.
با نواحی دیگری مثل Flacq و Pamplemousses هم‌مرز است.
ساحلی است و به اقیانوس هند راه دارد.
2. جمعیت و شهرها:
از نظر جمعیتی یکی از نواحی پرجمعیت است.
شهرهای مهم آن شامل:
Goodlands (یکی از بزرگ‌ترین شهرهای ناحیه)
Rivière du Rempart (شهر اصلی با همین نام)
Grand Baie (از مناطق گردشگری بسیار معروف در شمال)
3. گردشگری:
دارای سواحل زیبا مانند:
Grand Gaube
Cap Malheureux
مکان‌هایی مثل باغ‌های گرمسیری، بازارهای محلی و اقامتگاه‌های لوکس در این منطقه محبوب هستند.
Cap Malheureux Church (کلیسای معروف با سقف قرمز) از نمادهای این ناحیه است.
4. اقتصاد:
کشاورزی (مانند نیشکر) و ماهیگیری در گذشته نقش مهمی داشته‌اند.
امروزه گردشگری و خدمات از پایه‌های اقتصاد منطقه‌اند.
5. فرهنگ و مردم:
ترکیبی از فرهنگ‌های هندی، آفریقایی، اروپایی و چینی.
مردم به زبان‌های کرئول موریسی، انگلیسی و فرانسوی صحبت می‌کنند.

## خصوصیات
ناحیه ریویر دو رمپار ۱۴۷٫۶ کیلومترمربع مساحت و ۱۱۰٬۲۳۵ نفر جمعیت دارد.

## مکان ها
ناحیه ریویر دو رمپار شامل مناطق مختلف است. با این حال، برخی از مناطق بیشتر به حومه های مختلف تقسیم می شوند.
- آموری، موریس (بخش جنوبی در منطقه فلاک)
- آمیتیه-گوخولا (بخش غربی در منطقه موس های پامپل)
- منظره زیبا مورل (بخش شمالی در منطقه گریپ فروت)
- بریس وردیر (بخش جنوبی در منطقه فلاک)
- کلاهک ناراضی
- کلبه
- اسپرانس تربوشه
- زمین های خوب
- خلیج بزرگ (بخش غربی در منطقه گریپ فروت)
- گراند گاوب
- لو واله
- توسط نقشه (بخش جنوبی در منطقه موس انگور)
- پتیت رافری
- پایتون (بخش غربی در منطقه موس انگور)
- دشت های صخره (بخش جنوبی در منطقه فلاک)
- پودر طلا
- پودر دُر هملت
- رودخانه رمپارت
- روش تره
- سنگ های سیاه (بخش جنوبی در منطقه فلاک)
- ویل باگ (بخش غربی در منطقه گریپ فروت و بخش جنوبی در منطقه فلسی)